# Amae
Amae o també Ama'u va ser un principat del nord de Síria al sud de Khalap (Alep) que era vassall del regne de Iamkhad.
Després de la destrucció del regne de Iamkhad i de la ciutat d'Alep pel rei hitita Mursilis I la ciutat s'havia reconstruït i havia tornat a ser independent, juntament amb el seu territori. Es coneixen una sèrie de reis independents, (Sarra-El, Abba-El, i Ilim-Ilimma) que van estendre el territori on hi van incloure alguns estats propers, com ara Niya, Amae i Mukish. Quan Ilim-Ilimma va morir va esclatar una rebel·lió interna, i Idrimi, el seu fill, va haver de fugir al regne d'Emar.
Barattarna, rei hurrita de Mitanni, cap a l'any 1500 aC, que sembla que hauria instigat la revolta a Iamkhad, va establir el seu control sobre l'antic regne d'Alep i va ocupar el territori d'Amae que va convertir en un regne vassall de Mitanni. Una revolta encapçalada poc després per Idrimi, rei de Iamkhad va ser reprimida durament.